# 埃尔基·图奥米奥亚
埃尔基·萨卡里·图奥米奥亚（芬蘭語：Erkki Sakari Tuomioja，1946年7月1日—）是芬兰政治人物，芬兰社会民主党人，曾在2000-2007和2011-2015年间担任芬兰外交部长，在1999-2000年间担任芬兰商业及工业部部长，1970-1979年间和1991年起至今当选为芬兰议会议员。

## 生平
埃尔基·图奥米奥亚出身于政治世家。1971年，获得赫尔辛基大学社会科学学士学位。1974年，获得赫尔辛基商学院经济与商务管理硕士学位。1980年获得赫尔辛基大学副博士学位，1996年，获得赫尔辛基大学社会科学博士学位。